# The Imaginarium of Doctor Parnassus
The Imaginarium of Doctor Parnassus (bra: O Mundo Imaginário do Dr. Parnassus; prt: Parnassus - O Homem Que Queria Enganar o Diabo) é um filme independente de fantasia dirigido e escrito por Terry Gilliam, sob auxílio do roteirista Charles McKeown. O filme segue o líder de uma trupe de teatro itinerante que, tendo feito um pacto com o diabo, conduz o público através de um espelho mágico que explora suas imaginações.
Christopher Plummer, Tom Waits e Heath Ledger participam do filme, embora a morte de Ledger, que havia filmado cerca de um terço de suas cenas à época, fez com que a produção fosse suspensa temporariamente. Para encarnar o personagem de Ledger foram escalados Johnny Depp, Jude Law e Colin Farrell, que dão vida a Tony à medida que ele viaja por um mundo de sonhos.
O filme teve sua première mundial na 62ª edição do Festival de Cannes, fora da competição. Nos EUA, o filme recebeu a classificação indicativa de PG-13 devido a "imagens violentas, sensualidade, linguagem inadequada e fumo," enquanto no Reino Unido os órgãos competentes lhe deram o selo 12A por linguagem forte e algumas cenas violentas.
Devido à recepção calorosa do filme no Festival de Cannes, a Sony Pictures Brasil comprou os direitos de exibição do filme em território brasileiro. Contudo, nenhuma informação sobre o lançamento foi liberada até a presente data. Em Portugal, a distribuição ficou a cargo da Ecofilmes/Vitória Filme, que originalmente pretendia lançá-lo em terra lusa no dia 19 de novembro de 2009, mas adiou a estreia para 4 de fevereiro do ano posterior.

## Sinopse
Na Inglaterra dos dias atuais, o imortal e milenar doutor Parnassus que comanda a companhia teatral "Imaginarium" — integrada por um mágico de cartas, Anton, e um anão, Percy  —, oferece ao público um espetáculo irresistível através de um espelho mágico, um artefato que dá a seu usuário a chance única de viajar para um mundo fantástico e desconhecido, no qual é possível controlar a imaginação alheia. O poder que o doutor hoje possui lhe fora concedido em tempos remotos através de um pacto com o diabo . Agora que o aniversário de dezesseis anos de sua filha, Valentina, está próximo, o diabo volta para receber seu pagamento: a alma da jovem.
Para não perder a amada filha, Parnassus negocia um novo pacto através de uma aposta: Valentina será daquele que conseguir seduzir cinco almas primeiro. É aí que a trupe encontra o jovem Anthony "Tony" Shepherd  pendurado num cabo da ponte Blackfriers, em Londres. Depois de salvo, o vigarista com sérios problemas com a máfia russa, excelente contador de histórias e cafajeste sedutor coberto de uma aura misteriosa, se junta ao grupo e embarca numa viagem por mundos paralelos, disposto a ajudar Parnassus a resgatar sua filha. Para passar de uma dimensão à outra, Tony entrará no espelho mágico onde sua aparência muda radicalmente.

## Elenco
- Christopher Plummer, como o milenário doutor Parnassus, líder do grupo teatral itinerante. Escolhido a dedo por Gilliam, ele já havia trabalhado com o diretor em Os Doze Macacos[9]
- Heath Ledger, como o misterioso forasteiro Anthony "Tony" Shepherd.[10] Contente com a escolha, o diretor revelou que "metade" dos diálogos cômicos foram improvisados pelo ator nas gravações. Devido à inesperada morte do ator durante as gravações, o roteiro foi modificado para que o personagem sofresse transformações a cada viagem pelo espelho. Assim, Johnny Depp, Colin Farrell e Jude Law foram escalados para interpretar o mesmo personagem em suas versões transformadas.[11]
- Tom Waits, como o antagonista senhor Nick, também chamado de o Diabo. Para se dedicar exclusivamente ao personagem, Waits recusou as ofertas de Gilliam para dublar outros personagens.[9]
- Verne Troyer, como o anão Percy.[8]
- Lily Cole, como a jovem filha do doutor Parnassus, Valentina.[12]
- Andrew Garfield, com o especialista em truques com cartas, Anton.[8]

## Produção

### Fase inicial de produção
O diretor Terry Gilliam e o roteirista Charles McKeown escreveram o roteiro de The Imaginarium of Doctor Parnassus, seu primeiro trabalho em conjunto desde As Aventuras do Barão Munchausen (1988). Gilliam descreveu a premissa como uma "estória engraçada e humorística sobre as consequências de nossas escolhas pessoais durante a vida", e explicou seu objetivo com o filme: "É autobiográfico. Estou tentando trazer um pouco de fantasia a Londres, um antídoto às vidas modernas. Amei a ideia de um espetáculo itinerante antigo que contasse histórias e maravilhas da maneira que costumava ser, para as pessoas que só conhecem filmes de ação repletos de tiros." Gilliam e McKeown basearam o personagem de Tony no ex-premiê britânico Tony Blair, que "diz as coisas mais malucas de que se tem notícia e, provavelmente, acredita mesmo nelas".
O filme recebeu um orçamento de 30 milhões de dólares, o que é considerado incomum para uma produção independente. A produção começou em dezembro de 2007 na cidade de Londres, em pontos conhecidos como a Usina Termelétrica de Battersea, a Tower Bridge e a Catedral de São Paulo. As demais cenas foram concluídas em Vancouver de acordo com os planos.

### Efeito de atraso da morte de Ledger
A produção foi interrompida pela morte de Heath Ledger em Nova Iorque no dia 22 de janeiro de 2008. O envolvimento de Ledger fora um "fator chave" para o finaciamento do filme. Gilliam estava produzindo artes conceituais no momento em que recebeu o telefonema avisando que Ledger havia morrido; seu primeiro pensamento foi "o filme está acabado, simples assim." Apesar de a produção ter sido suspensa indefinidamente em 24 de janeiro, de acordo com Christopher Plummer, que interpreta o doutor Parnassus, Giliam, determinado a "salvar" o filme, começou a considerar o uso de CGI (imagens geradas por computador) para fazer o personagem de Ledger mudar sua aparência magicamente, talvez se transformando num outro personagem, para manter seu trabalho final no filme, e, caso o último fosse terminado, o dedicaria a Ledger. As imagens seriam semelhantes às técnicas de transformação vistas em Brad Pitt em O Curioso Caso de Benjamin Button e àqueles empregados em Roy Scheider no lançamento póstumo de Iron Cross.

### Envolvimento de Depp, Farrell e Law
Os atores Johnny Depp, Colin Farrell e Jude Law foram escalados para substituir Heath Ledger, dando luz à nova ideia de versões transformadas do personagem de Ledger viajando por uma dimensão mágica. Uma vez que o papel teve novamente seus respectivos intérpretes, as filmagens recomeçaram em Vancouver em março de 2008. Depp era amigo de Gilliam e trabalhara com ele em Medo e Delírio e no abortado The Man Who Killed Don Quixote, e fora comparado a Ledger pelo diretor de fotografia Nicola Pecorini. Law era amigo de Ledger e havia sido considerado para o papel de Tony, e Farrell também era amigo de Ledger. Depp, Farrell e Law optaram por conceder seus cachês à filhinha de Ledger, Matilda, que havia sido deixada de fora numa versão antiga do testamento de Ledger, e Gilliam alterou a parte dos créditos que diziam "Um filme de Terry Gilliam" para "Um filme dos Amigos de Heath Ledger."

### Conclusão da pós-produção
Gilliam terminou a edição em novembro de 2008, quando os encarregados dos efeitos especiais começaram a trabalhar em 647 efeitos. De acordo com o Twitter oficial do filme, ParnassusFilm, lançado em 30 de março de 2009, a pós-produção findou no dia 31 de março.

## Recepção
O filme dirigido por Gilliam era bastante esperado pela crítica, com um interesse particular na performance de Heath Ledger, sua última em vida. Tendo sua première no Festival de Cannes de 2009, o filme foi mencionado por Todd McCarthy como um drama épico sobre a vida e morte de Heath Ledger no curso da produção do filme e considerou o resultado final bastante bom, possuindo fortes e aspectos curiosos em relação às atuações e aos excelentes efeitos especiais. Emma Jones se entusiasmou com o filme, explicando que o mundo imaginário criado por Gilliam beira a maravilha, seja pelo elenco ou pelos espectadores que anseiam por assisti-lo. Kenneth Turan julgou The Imaginarium of Doctor Parnassus o melhor e mais divertido filme de Gilliam nos últimos anos. Giancarlo Zappoli comentou que Gilliam fez uma homenagem digna ao falecido ator e explica que este "filme é um hino à vida e ao imaginário que devem poder vencer os lados obscuros da fantasia." Federico Gironi aclamou o diretor "dotado de um estilo um bocado pessoal e reconhecível."
Até o dia 30 de outubro, o filme detinha um índice de aprovação de 63% baseado em 56 críticas no Rotten Tomatoes e uma nota de 7,5 no IMDb, sendo ambos os sites especializados em coletar a opinião do público em geral.
De acordo com a Reuters, The Imaginarium of Doctor Parnassus estreou na 3ª posição das bilheterias britânicas, enquanto na Itália, o filme estreou na 2ª posição, gerando a terceira maior média por sala do ano. Roberto Poria, co-ordenador da distribuição do filme na Itália pela Miramax, comentou a recepção surpreendentemente calorosa: "Quase dois anos após sua morte, Ledger conserva uma quantidade enorme de fãs que, junto aos dos demais integrantes do elenco estelar, certamente contribuíram grandemente. [...] Também descobrimos algo que não esperávamos: a juventude adora Gilliam. Ele realmente tem a influência de uma estrela do rock."
Até o dia 25 de outubro, o filme havia arrecadado 6,9 milhões de dólares nos três países em que havia estreado. Contudo, somas provenientes de dezenas de outros territórios devem se juntar a esta quantia até meados do próximo ano.